# Plutarchia fronta
Plutarchia fronta (лат.) — вид наездников рода Plutarchia из семейства эвритомиды (Eurytomidae, Chalcidoidea). Индия (штат Керала).

## Описание
Мелкие наездники (длина самок около 2 мм). Тело чёрное с несколькими коричневыми отметинами; жилки переднего крыла, ноги и частично скапус усика желтовато-коричневые. От близких видов (например, от Plutarchia malabarica) отличается следующими признаками: лоб выпуклый; нижняя часть лица без расходящихся бороздок, а его срединная полоса не ограничена сбоков килями; торакс пунктированный. Проподеум без отчётливого срединного киля.

## Таксономия
Вид был впервые описан в 1994 году по типовым материалам из Индии (Керала).